# Dositej Obradović
Pour les articles homonymes, voir Obradović.
Dimitrije "Dositej" Obradović (en serbe en écriture cyrillique : Димитрије „Доситеј“ Обрадовић ; né vers 1739 à Čakovo dans le Banat et mort le 28 mars 1811 à Belgrade) était un écrivain et un traducteur serbe. Il est parfois considéré comme le premier auteur important ayant écrit en langue serbe.

## Biographie
À sa naissance, il porte le prénom de Dimitrije. Issu d’une famille d’artisans aisés, il devient très vite orphelin. Passionné par la lecture, il lit de très nombreux livres religieux, notamment des hagiographies en slavon ou en roumain. 
En 1757, adolescent, il s’enfuit de la maison familiale et se réfugie au monastère de Novo Hopovo, dans la province de Syrmie. Le 17 février, il devient moine sous le nom de Dositej (Dositheus). Mais il a envie de voyager et, pour satisfaire à ce désir, il prend de nouveau la fuite, le 2 novembre 1760.
En 1761, sans argent, il s’installe en Dalmatie. Pendant trois ans, il y restera comme maître d’école, découvrant le plaisir d’enseigner. À cette époque, Dositej Obradović rédige quelques écrits pédagogiques. 
En 1765, il visite l’île de Corfou, en Grèce, puis le mont Athos. En 1766, il se rend à Smyrne, il étudie pendant quelques mois les leçons du moine Iérothée Dendrin. En 1768, chassé de Smyrne par la guerre russo-turque, il rentre en Dalmatie puis, en 1769, il s’installe à Vienne où il donne des cours d’italien. Il apprend le français puis l’enseigne. 
En 1779, il retourne à Trieste puis voyage en Italie. En mars 1781, il est à Constantinople d'où il est chassé par la peste. En 1782, on le voit en Pologne, en Silésie, puis à Breslau, Leipzig et Halle. C’est alors qu’il renonce à sa tenue monastique et qu’inspiré par l’empereur d’Autriche Joseph II d'Autriche, il devient un partisan des Lumières. Il prend conscience de l’utilité de la « langue commune » qui unit toutes les populations comprises entre le Danube et l’Adriatique. Dans ses écrits, il abandonne l’usage du slavon pour le serbe.
En 1784, Dositej Obradović visite Paris et Londres. En 1785, on le retrouve à Hambourg, à Leipzig puis à Vienne, où il reste deux ans. 
Puis les voyages reprennent. En 1787, il visite la Russie, puis en 1788, on le voit à Berlin et de nouveau à Leipzig. 
En 1789, il s’installe de nouveau longuement à Vienne. 
En 1802, il s’installe une nouvelle fois à Trieste. Dès 1804, c’est-à-dire dès le début de la première révolte serbe contre les Turcs, il avait pris parti pour les insurgés, recueillant pour eux des fonds, écrivant des poèmes en l’honneur de la Serbie. En 1806, il rentre au pays et se met au service de ses dirigeants. Il sera ainsi diplomate en Russie puis conseiller de Karageorges et précepteur de ses enfants. À Belgrade, il participe à la fondation de la Haute École (Velika Škola), qui deviendra l’université de Belgrade. Il sera également le premier Ministre serbe de l’Instruction. 
Dositej Obradović meurt en 1811. 
Dans tout ce qu’il a écrit, il s’est montré un fils des Lumières, mêlant, comme on le veut à l’époque, la raison et la sensibilité.